# HPC Challenge Benchmark
HPC Challenge Benchmark — набор тестов производительности, предназначенный для оценки нескольких атрибутов суперкомпьютеров, которые значительно влияют на производительность реальных высокопроизводительных задач. Проект спонсируется DARPA по программе Высокопродуктивные компьютерные системы, Министерством энергетики США (DoE) и National Science Foundation.
На настоящее время пакет состоит из 7 тестов: HPL, STREAM, RandomAccess, PTRANS, FFTE, DGEMM и b_eff Latency/Bandwidth. HPL — это тест LINPACK, направленный на получение наивысшей производительности (TPP, Toward Peak Performance). Тест ограничивается производительностью вычислений с плавающей запятой и межсоединениями между частями суперкомпьютера. STREAM — тест, измеряющий установившуюся пропускную способность памяти при работе с очень большими массивами данных. RandomAccess измеряет наивысший темп обновлений случайных мест в памяти (Случайный доступ), измеряется в единицах GUPS. PTRANS — тест на транспонирование очень больших матриц, измеряет темп пересылок больших массивов между отдельными узлами в составе кластера или NUMA-системы. Latency/Bandwidth замеряет задержки и пропускную способность при различных шаблонах взаимодействия между множеством узлов..
Ежегодный конкурс HPC Challenge Award Competition проходящий на конференции Supercomputing использует 4 наиболее сложных теста из данного пакета:
- Глобальный HPL (Highly parallel Linpack, решение плотной СЛАУ методом LUP-разложения), он же используется для составления списка TOP500 суперкомпьютеров мира
- Global RandomAccess — тест на скорость случайного доступа в память
- EP STREAM (Triad) запущенный одновременно на всей системе — тест на суммарную пропускную способность в векторной операции a(i) = b(i) + q*c(i), тип данных double (64 bit), q-константа [3]
- Global FFT — тест БПФ

Существует 2 типа наград:
- Класс 1: Наивысший результат (производительность) на базовом или оптимизированном запуске, присланный на сайт HPC Challenge.
- Класс 2: Наиболее «элегантная» реализация четырех или более тестов из пакета HPC Challenge[4].